# Comprehensive TeX Archive Network
Comprehensive TeX Archive Network (CTAN) ist ein sehr umfangreiches weltweites Archiv von FTP-Servern mit Software und Dokumentation rund um das Textsatzsystem TeX, das von den TeX-Anwendervereinigungen betrieben wird. Die Server werden täglich untereinander gespiegelt. 

## Geschichte
Vor der Gründung von CTAN gab es eine Reihe von Privatpersonen, die TeX öffentlich über das Internet verteilten, es gab aber keine systematische Sammlung der Software. Wer ein Paket für einen bestimmten Zweck suchte, musste Mailinglisten und Newsgroups durchsuchen, um in den Diskussionen, die dort geführt wurden, Hinweise auf Bezugsquellen für Dateien zu finden, die er für seine Zwecke benötigte. Bei einer Podiumsdiskussion, die Joachim Schrod auf der EuroTeX-Tagung 1991 organisierte, kam die Idee auf, diese vereinzelten Sammlungen zusammenzuführen. (Joachim Schrod war an dem Thema interessiert, weil er seit 1982 in der TeX-Community aktiv ist und seinerzeit einen der größten FTP-Server in Deutschland betrieb.)
CTAN entstand 1992 und wurde von Rainer Schöpf und Joachim Schrod in Deutschland, von Sebastian Rahtz in Großbritannien und von George Greenwade in den USA aufgebaut. Der Name CTAN stammt von Greenwade.
Anfang 1993 wurden die Server erstmals untereinander synchronisiert. Die TeX Users Group stellte den Rahmen bereit, eine „technische Arbeitsgruppe“, um diese Arbeiten zu organisieren. Offiziell wurde die Gründung von CTAN bei der EuroTeX-Konferenz in Aston 1993 bekanntgegeben.
Die englische Webseite war von Anfang an immer am selben Ort in Cambridge platziert, während der amerikanische zweimal und der deutsche Server viermal umgezogen sind.
Standort von CTAN USA unter George Greenwade war zuerst die Sam Houston State University. 1995 wurde der Server zur University of Massachusetts in Boston verlegt, wo ihn Karl Berry weiter betrieb. 1999 bezog er sein Domizil im Saint Michael’s College in Colchester (Vermont). Der Server war bis Ende Januar 2011 in Betrieb. Die Domain tug.ctan.org löst seit Januar 2013 dank der Mithilfe von Nelson Beebe auf einen Server an der Universität Utah auf.
Der erste deutsche CTAN-Server stand an der Universität Heidelberg und wurde von Rainer Schöpf betrieben. Er wurde 1999 an die Universität Mainz verlegt. Bei dem nächsten Umzug an die Universität Hamburg wechselte die Administration an Reinhard Zierke. Seit 2005 wird der deutsche CTAN-Knoten bei einem kommerziellen Hoster betrieben, weil der Datenverkehr zwischenzeitlich so umfangreich geworden war, dass keine Universität mehr in der Lage war, den Server zu fördern. Träger des deutschen CTAN-Servers ist DANTE e. V.
Nachdem der britische Knoten unter der Leitung von Robin Fairbairns an der Universität Cambridge aufgegeben wurde und nachdem Jim Hefferon im Januar 2011 aus dem Team ausgeschieden war, wird der CTAN-Hauptknoten von acht ehrenamtlichen Mitarbeitern administriert: Erik Braun, Ina Dau, Robin Fairbairns, Manfred Lotz, Gerd Neugebauer, Petra Rübe-Pugliese, Rainer Schöpf und Joachim Schrod. Das CTAN-Portal, das Jim Hefferon auf der Grundlage des Datenbestands im TeX Catalogue von Graham Williams gepflegt hatte, wurde im Dezember 2012 neu gestaltet. Seit 2014 besteht auch eine Sprachunterstützung für deutschsprachige Benutzer.
Der Datenverkehr auf den Hauptknoten von CTAN – also ohne die 75 Spiegelserver – belief sich im Mai 2009 auf sechs Terabyte an Downloads pro Monat.
Am 6. Januar 2016 stellte CTAN 5025 Pakete von 2318 Autoren bereit.

## Dienste
CTAN stellt die folgenden Dienste bereit:
- Im Upload-Service werden neue Software-Pakete, die von Entwicklern auf CTAN hochgeladen werden, geprüft und installiert. Gegebenenfalls sind Einzelfragen mit den Entwicklern zu klären. Diese Tätigkeit bereitet die Erstellung der TeX-Distribution TeX Live vor, da nur solche Pakete in die Distribution einfließen, die auch auf CTAN verfügbar sind.
- Der CTAN-Mirror-Master dient zum Aktualisieren der Daten, die auf den CTAN-Spiegelservern vorgehalten werden.
- Die Einträge des TeX Catalogue sind zu pflegen. Sie wurden vom CTAN-Team (überwiegend von Robin Fairbairns) über mehrere Jahre wesentlich erweitert und müssen laufend aktualisiert werden. Für neu hinzugekommene Pakete müssen neue Einträge angelegt werden.
- Die CTAN-Website bietet einen Zugriff auf den Bestand von CTAN sowie auf die Metadaten zu den einzelnen Software-Paketen über eine grafische Bedienoberfläche. Sie wurde im Zeitraum 2012/2013 umfassend überarbeitet.[7]
- Über eine Mailingliste werden Aktualisierungen auf CTAN bekanntgegeben. Die Liste kann auch über einen RSS-Feed gelesen werden.
- Für Entwickler gibt es ein internes SVN-Repository.

## Installation von Paketen
Zur Installation hält CTAN im Verzeichnis /install einige Pakete im ZIP-Format bereit, die sich an das Format der TeX Directory Structure (TDS) halten, so dass alle Dateien beim Entpacken in das Wurzelverzeichnis des texmf-Baums der lokalen TeX-Installation automatisch an der richtigen Stelle abgelegt werden. Diese Pakete haben die Dateiendung tds.zip. Daneben verfügen moderne TeX-Distributionen – TeX Live, MiKTeX – über eigene Paketmanager, die eigene Updates einspielen, welche ebenfalls auf CTAN verteilt werden. Außerdem liegen die Pakete auf CTAN in einer Struktur vor, die der Benutzer mit dem eigenen FTP-Client oder mit dem Webbrowser durchsuchen kann. Zur gezielten Suche gibt es das Web-Interface und den TeX Catalogue, wo die Pakete auch nach dem Verwendungszweck verzeichnet werden.
Das Comprehensive TeX Archive Network ist – trotz seines Namens – kein Archiv für ältere Versionen von Paketen oder Programmen; diese kann man, nachdem sie auf CTAN durch eine aktuellere Version ersetzt worden sind, nur noch auf den Serverabzügen finden, die unter dem Namen TeX Collection jährlich von den TeX-Anwendervereinigungen (im deutschsprachigen Raum: DANTE) als DVD-ROM erstellt werden. Sie werden an die Mitglieder der Fördervereine im Rahmen der Mitgliedschaft verteilt sowie über den Buchhandel vertrieben. Ein tägliches Online-Archiv älterer Versionen von CTAN besteht seit einiger Zeit als privates Projekt, das sich aber noch in der Beta-Phase befindet.

## Vorbild für andere Netzwerke
In Anlehnung an CTAN gibt es für die Programmiersprache Perl ein entsprechendes Online-Archiv mit dem Namen CPAN. Ebenso existieren Varianten für die Programmiersprache Erlang (das CEAN) und eine allgemeine Wissenssammlung in Form des Comprehensive Knowledge Archive Network (CKAN), betrieben von der Open Knowledge Foundation. Vergleichbare Repositorien für die Programmiersprache S sind CRAN für R und CSAN für S-PLUS.